# Callobius tamarus
Espèce
Synonymes
- Amaurobius tamarus Chamberlin & Ivie, 1947

Callobius tamarus est une espèce d'araignées aranéomorphes de la famille des Amaurobiidae.

## Distribution
Cette espèce est endémique des États-Unis. Elle se rencontre au Washington, en Oregon et en Idaho.

## Description
Le mâle holotype mesure 9,30 mm et la femelle paratype 8,30 mm.

## Publication originale
- Chamberlin & Ivie, 1947 : North American dictynid spiders. Annals of the Entomological Society of America, vol. 40, p. 29-55.